# Experimento Spring Grove
O Experimento Spring Grove é uma série de estudos de dietilamida do ácido lisérgico (LSD) realizados de 1963 a 1976 em pacientes com doenças psicóticas na Clínica Spring Grove em Catonsville, Maryland. Esses pacientes foram patrocinados pelo Instituto Nacional de Saúde Mental para fazer parte do primeiro estudo conduzido sobre os efeitos de drogas psicodélicas em pessoas com esquizofrenia. Os Experimentos Spring Grove foram adaptados para estudar o efeito do LSD e da psicoterapia em pacientes, incluindo alcoólatras, viciados em heroína, neuróticos e pacientes terminais com câncer. A pesquisa realizada foi amplamente conduzida pelos membros da Unidade de Pesquisa do Hospital Estadual Spring Grove. Contribuidores significativos para os experimentos incluíram Walter Pahnke, Albert Kurland, Sanford Unger, Richard Yensen, Stanislav Grof, William Richards, Francesco Di Leo e Oliver Lee McCabe. Mais tarde, Spring Grove foi reconstruído no Maryland Psychiatric Research Center onde estudos continuaram a ser realizados para o avanço da pesquisa psiquiátrica. Este estudo sobre LSD é o maior estudo sobre drogas psicodélicas até o momento.

## Contexto histórico
Em 1943, Albert Hofmann descobriu os efeitos alucinógenos do LSD que levavam a um estado alterado de consciência.
Em 1947, Gion Condrau e Arthur Stoll observaram que pessoas diagnosticadas como "psicóticas" tinham uma tolerância mais forte ao LSD e que os efeitos da droga eram semelhantes aos sintomas expressos pelos próprios psicóticos.
No final da década de 1940, o pesquisador inglês Mayer-Gross encontrou conexões entre esquizofrenia e comportamentos produzidos pela administração de LSD.
Em 1950, A. K. Busch e W. C. Johnson determinaram os efeitos estimulantes do LSD e fizeram pela primeira vez a conexão do LSD e seu uso potencial na psicoterapia.
Em 1951, De Giacomo confirmou que quando indivíduos com esquizofrenia recebiam grandes doses de LSD por via oral, eles experimentavam um estado de catatonia. Ele também afirmou que pacientes psicóticos eram mais tolerantes do que pacientes saudáveis ao LSD e necessitavam de dosagens mais altas para produzir respostas.
Em 1953, D. W. Liddell e H. Weil-Malherbe estudaram os efeitos do LSD nos processos mentais e na adrenalina no sangue e começaram a caracterizar os comportamentos resultantes da administração de LSD aos pacientes. Eles descobriram que "pacientes depressivos" experimentaram sintomas intensificados, tornando-se mais deprimidos; enquanto pacientes com esquizofrenia experimentaram estados catatônicos ou alterados. Eles também descobriram que após administrar LSD através das veias dos pacientes, os níveis de adrenalina flutuavam aumentando, diminuindo e aumentando, enquanto a glicose no sangue permanecia inalterada pela droga. Seu método de administrar LSD através das veias de pacientes com esquizofrenia foi adotado em estudos posteriores.
Em 1953, pesquisadores canadenses estudaram o uso de LSD para tratar o alcoolismo. Foi descoberto que aqueles que trataram sua condição com LSD se recuperaram mais rapidamente do que aqueles que usaram um tratamento convencional.
No início da década de 1960, no Instituto de Pesquisa Psicodélica em Praga, Stanislav Grof testou o valor do LSD no tratamento de pacientes psicologicamente doentes. Seu objetivo era observar o efeito dos psicodélicos na psicologia de pacientes terminais com câncer. Grof mais tarde se envolveria em pesquisas na Clínica Spring Grove.

## Pesquisa psicodélica em Spring Grove
Os experimentos na Clínica Spring Grove começaram na década de 1950 no Spring Grove State Hospital; no entanto, o primeiro experimento oficial de Spring Grove começou em 1963. Muitos dos pacientes que participaram desses experimentos financiados pelo governo federal pelo Instituto Nacional de Saúde Mental (NIMH) foram internados contra sua própria vontade. Ao longo dos experimentos, mais de 700 pessoas foram tratadas com LSD; não mais do que seis a oito pacientes foram tratados por vez.

### Experimentos preliminares
O primeiro experimento psicodélico na clínica Spring Grove ocorreu em 1955. Uma pequena equipe de pesquisadores, incluindo Albert Kurland, Louis S. Cholden e Charles Savage  decidiu analisar a reação resultante da administração de LSD a pacientes com esquizofrenia crônica. Em uma tentativa de conduzir este estudo com provas científicas, os pesquisadores administraram LSD usando um procedimento duplo-cego. No final do primeiro estudo, os pesquisadores determinaram que não era possível administrar LSD usando um procedimento duplo-cego, porque era óbvio para os pesquisadores que haviam recebido LSD.  No entanto, descobriu-se que o LSD era único em seus efeitos na consciência e, ao contrário de outras drogas, resultava em rápida tolerância nos pacientes. Eles determinaram que os efeitos do LSD incluíam alucinações e ilusões intensas. Este trabalho estabeleceu a base para experimentos futuros.

### O Experimento Spring Grove: alcoolismo e LSD
Em 1963, após observar os efeitos iniciais do LSD, o primeiro experimento oficial incluído na série "Spring Grove Experiment" começou. Este experimento foi realizado em 69 pacientes alcoólatras. Entusiasmados e esperançosos sobre os possíveis resultados do tratamento com LSD, uma equipe de pesquisadores sob o comando do Dr. Albert Kurland, Diretor de Pesquisa do Departamento de Higiene Mental do Estado de Maryland na época, Dr. Charles Savage, Diretor de Pesquisa do Hospital Spring Grove, Dr. Shaffer e Dr. Sanford Unger realizaram experimentos para testar o LSD com psicoterapia como tratamento para pacientes alcoólatras. Este trabalho foi apoiado pela Unidade de Reabilitação Alcoólica do Hospital Estadual. As descobertas deste experimento foram publicadas quatro anos depois, em 1967.
De acordo com os próprios experimentadores, a justificativa para o uso de psicodélicos para tratar pacientes alcoólatras está no "quadro clínico" apresentado nas características dos pacientes alcoólatras. Vários tipos de personalidade, como "neurótico, psicopata e esquizoide", eram considerados como tendo uma vulnerabilidade que os levava ao vício em álcool. Esses indivíduos eram percebidos como tendo uma capacidade enfraquecida de "lidar com estresse psicológico, tensões e frustrações". Eles também acreditavam que o LSD permitiria aos psiquiatras abrir memórias e emoções para restaurar e alterar o cérebro e a mente, mas apenas sob certas condições.
O experimento Spring Grove foi conduzido no Cottage 13, um prédio no terreno do Spring Grove State Hospital. O ambiente no Cottage 13 foi construído de forma a emitir uma atmosfera positiva e otimista para garantir que os pacientes não tivessem uma experiência negativa ao fazer o tratamento com LSD. Até mesmo os sons, cheiros e objetos no Cottage 13 foram cuidadosamente condicionados. Antes do tratamento, os pacientes foram examinados após colapsos mentais para determinar se eram elegíveis para o tratamento com LSD. Em seguida, eles receberam uma dose microscópica de LSD no Cottage 13. Durante o tratamento de 14 horas, os pacientes passaram por psicoterapia para que os psiquiatras pudessem tentar identificar os conflitos subjacentes. Além da psicoterapia, os pacientes também passaram por testes psiquiátricos para que os pesquisadores pudessem determinar outros efeitos do LSD, como mudanças nas pontuações de QI.
Aqueles que observaram os experimentos no Cottage 13 encorajaram a continuação deles. Um desses indivíduos foi o Dr. John Buckman, que afirmou que "o procedimento de tratamento parecia estar devolvendo os pacientes à raça humana".
Os resultados mostram que nenhum paciente foi prejudicado. Após seis meses, 33% dos pacientes permaneceram abstinentes após o tratamento com LSD, em oposição à estatística anterior de 12% sob terapia convencional.
Em 1965, a rede de televisão Columbia Broadcasting System (CBS) produziu um documentário chamado LSD: The Spring Grove Experiment. A experimentação com LSD nos pacientes de Spring Grove tornou-se parte da crescente conversa sobre drogas. O sucesso deste documentário levou a uma insurgência de financiamento federal que seria destinado à construção de um novo centro de pesquisa em 1969, chamado Maryland Psychiatric Research Center.

### Expansão
O sucesso dos ensaios resultou em experimentos que buscavam determinar se o LSD poderia auxiliar no tratamento de outros distúrbios, incluindo neuroticismo e dependência de heroína.
Em 1966, os experimentos se expandiram para tratar aqueles com câncer terminal. Esse tipo de experimentação surgiu na clínica Spring Grove depois que uma das pesquisadoras se tornou um sujeito humano na mesma clínica onde trabalhava. Gloria passou pelo procedimento de mastectomia radical para tratar seu câncer de mama e foi posteriormente diagnosticada com câncer de fígado. Sua depressão e ansiedade resultantes eram análogas aos sintomas psiquiátricos, semelhantes aos expressos por pacientes na Clínica Spring Grove. Depois de perceber a eficácia aparente da terapia com LSD em alcoólatras, Gloria solicitou que uma sessão de tratamento com LSD fosse administrada a ela mesma. Havia estudos existentes sobre os efeitos analgésicos quimioterápicos do LSD e o potencial do LSD em aliviar a angústia dos moribundos. Isso provavelmente contribuiu para a permissão que Gloria recebeu, o que permitiu o procedimento. Após o consentimento ser obtido, Gloria passou por terapia com LSD psicodélico. Ela recebeu uma sessão de 200 microgramas de LSD e obteve resultados bem-sucedidos. Ela afirmou: "Ainda sou eu, mas mais em paz. Minha família sente isso e estamos mais próximos. Todos que me conhecem bem dizem que esta foi uma boa experiência." Gloria morreu cinco semanas depois.
A equipe do Spring Grove percebeu o potencial do LSD no tratamento e começou a tratar pacientes terminais com câncer para aliviar o sofrimento no período que antecedeu a morte. Um estudo de pesquisa foi desenvolvido pelo Dr. Walter N Pahnke, um graduado em Medicina de Harvard com um diploma em religião e divindade, e pelo Dr. Eric Kast. O pensamento era que o LSD poderia servir como um narcótico e aliviar a dor e o sofrimento causados pelo câncer. Em 1972, o estudo publicou um artigo concluindo que o LSD havia aliviado a dor em pacientes terminais. Trinta e um pacientes terminais foram tratados e os resultados estatísticos mostraram que os pacientes receberam alívio considerável da dor. No entanto, falhas no estudo invalidaram os resultados, incluindo os diferentes psicodélicos usados em um desenho de estudo não sistemático.
De 1969 a 1972, uma variedade de experimentos foram conduzidos enquanto os efeitos do LSD na saúde mental e o vício em heroína eram examinados. Em 1976, a pesquisa em Spring Grove, que na época havia sido reconstruída e renomeada para Maryland Psychiatric Research Psychedelic Clinic, havia chegado ao fim.

## Psicoterapia psicodélica
O LSD era injetado intravenosamente em pacientes e, às vezes, era administrado na forma de uma pílula. Nos primeiros experimentos, o LSD era administrado em uma única dose grande, juntamente com um ambiente especializado, viseiras, fones de ouvido e música selecionada. Um período preparatório permitia que um terapeuta treinado explorasse profundamente o histórico do paciente. As doses variavam de 250 a 800 microgramas por sessão, que duravam de 8 a 12 horas. Esse método era chamado de "abordagem de manifestação da mente". No final da década de 1970, um método mais extenso foi desenvolvido, chamado de "paradigma estendido", conforme nomeado por Stanislav Grof. Isso envolvia a administração de várias doses altas, um número maior de sessões terapêuticas e uma ênfase maior na dinâmica pessoal entre terapeuta e paciente.
Não era esperado que resultados positivos ocorressem com a administração de medicamentos puros. A terapia psicodélica envolve o uso de medicamentos alucinógenos que alteram a percepção, juntamente com psicoterapia para tratar pacientes psicologicamente. O objetivo do procedimento era desenterrar conflitos internos administrando LSD e, em seguida, usar a terapia para resolver e trabalhar esses conflitos latentes emergentes. "Picos místicos" experimentados por pacientes tratados com LSD frequentemente davam ao paciente percepções e novas perspectivas de vida. A terapia seria usada para aplicar essas percepções à vida pessoal do indivíduo. Os terapeutas musicais eventualmente se juntaram à equipe. O principal objetivo da terapia era fornecer suporte e companhia ao paciente.

## Relato dos pacientes
No experimento original de 1955, conduzido em pacientes com esquizofrenia, havia 20 indivíduos que receberam LSD. As experiências e reações desses indivíduos foram categorizadas em três características encobertas, que significava uma resposta sutil ou tardia; intensificação, que levava os sintomas existentes do paciente a extremos; e reversão, que ocorria quando os pacientes assumiam um estado oposto aos seus sintomas originais.
A seguir estão relatos de respostas de pacientes durante vários experimentos conduzidos em Spring Grove:
Nos ensaios de 1955 com pessoas com esquizofrenia crônica:
"Esta paciente parecia muito angustiada e abalada. Intermitentemente ela abria a boca como se estivesse tentando desesperadamente falar ou pelo menos exercitar os músculos da boca. Ela também expressava um estado de angústia aguda com os movimentos do corpo... Meia hora depois que o choro começou, os lamentos pareciam terminar em uma risadinha. Logo as lágrimas diminuíram, e ela teve ondas quase contínuas de riso por mais uma hora ou mais. A paciente então começou a andar pela enfermaria estudando as paredes e janelas como se as estivesse vendo pela primeira vez. Ela parecia responder a alucinações, pois começou a falar com indivíduos não presentes."
Uma segunda paciente no estudo de 1955, que normalmente era indiferente, risonha e ociosa, tornou-se estranhamente séria 30 minutos após a administração do medicamento. Ela chamou o médico pelo nome correto pela primeira vez, dizendo:
“Dr. X, isto é um assunto sério, somos pessoas patéticas, não brinque conosco.”
No documentário da CBS de 1965, a história de Arthur King, um homem que sofria de alcoolismo e estava sendo tratado com LSD e psicoterapia, foi destacada. Alguns dos pacientes alcoólatras que passaram por tratamento com LSD e psicoterapia em Spring Grove se sentiram mais felizes após o tratamento e não tiveram mais desejo de beber. Um paciente, Arthur King, foi internado no Spring Grove State Hospital como alcoólatra. Ele passou pelo tratamento. Depois, ele relatou que não tinha mais desejo de beber — ele voltou para a escola e mais tarde se tornou um contador. Anos mais tarde, quando foi entrevistado, ele disse que o tratamento com LSD mudou sua vida. Em uma entrevista conduzida por Richard Yensen, Arthur King declarou o seguinte sobre o tratamento:
"Houve momentos em que você estava muito emocionado. Sim. Isso estava conectado com o que era... muito infeliz... muito! ... Pensando sobre coisas do passado e muito infeliz. Muito, muito miserável! Mas então cheguei a esse ponto em que tudo se esclareceu... era como uma paz. Era tão estranho."
A experiência de pico foi definida pelas seguintes diretrizes:
1) Unidade – a sensação de que "tudo é um".
2) Transcendência dos limites de tempo e espaço associados à realidade ordinária.
3) Sentimento profundamente positivo.
4) A sensação de que essa experiência é, em última análise, verdadeira ou mais real que a real.
5) Uma experiência em que os opostos da vida cotidiana, em vez de conflitantes, tornam-se complementares, dois lados da mesma moeda.
6) Uma sensação ou sentimento de sacralidade ou de preciosidade, de que a experiência está além das palavras.
7) A experiência é transitória.
8) Embora transitória, a experiência tem efeitos positivos profundos na vida de quem a vive e é inesquecível

## Deficiências
A primeira deficiência determinada no início da experimentação foi que nenhum grupo de controle adequado pôde ser definido. Isso oculta o valor dos resultados e torna difícil deduzir se as descobertas no experimento foram devidas à administração de LSD ou simplesmente resultados de terapia intensa após a administração do medicamento. Outro problema foi a incapacidade de conduzir o experimento utilizando o procedimento duplo-cego cego. Uma crítica forte adicional aos experimentos foi que os efeitos não medicamentosos nos sujeitos foram amplamente subestimados, e os efeitos do LSD foram possivelmente superestimados.
Embora o resultado geral do tratamento nos Experimentos de Spring Grove tenha sido geralmente positivo, também houve efeitos negativos do tratamento com LSD no paciente, incluindo medo intenso, colapsos incontroláveis e estresse emocional durante o tratamento. O LSD também era conhecido por produzir sentimentos de depressão, dor de cabeça e despersonalização em alguns casos. Além disso, uma vez que os indivíduos receberam tratamento com LSD e tratamento psicoterápico, não está claro se o LSD causou os resultados positivos, a psicoterapia ou a combinação cuidadosamente preparada de LSD e tratamento psicoterápico.
Essas deficiências demonstram a possibilidade de que os resultados benéficos nos experimentos não possam ser atribuídos somente ao tratamento com LSD. Em vez disso, pode ser mais provável que os resultados tenham ocorrido a partir da combinação dos efeitos do ambiente social, da terapia e da administração do medicamento.

## Controvérsia e resistência
Acredita-se que a resistência da comunidade científica à terapia psicodélica tenha resultado de certos paradigmas restritivos sobre como os estudos em psiquiatria e psicologia devem ser realizados e quais são válidos. O conceito existente apoiava soluções únicas para problemas de saúde mental e a prescrição de medicamentos farmacêuticos para suprimir biologicamente os sintomas das doenças em vez das causas raiz. Esse foco em produtos farmacêuticos existia em parte devido às grandes quantidades de financiamento governamental fornecidas às empresas farmacêuticas.
A controvérsia sobre o uso de psicodélicos como tratamento médico foi particularmente significativa considerando que esse período (1970) constituiu os estágios iniciais da declarada "guerra às drogas". Isso, junto com os casos negativos sensacionalistas de LSD disseminados pela mídia, levou a uma atitude declinante em relação ao uso de LSD como tratamento. Outros fatores, como a acusação de que os cientistas estavam administrando mal o dinheiro e a preocupação de que o LSD causasse danos aos cromossomos em 1969, levaram a mais atitudes negativas em relação ao estudo.

## Rescisão
s estudos no Spring Grove State Hospital terminaram em 1976. Vários fatores levaram ao término do Experimento Spring Grove.
Em 1971, Walter Pahnke, o diretor de ciência clínica e líder da equipe de pesquisa de Spring Grove na época, morreu. Seu sucessor não tinha experiência em pesquisa psicodélica e, portanto, não tinha experiência ou motivação para continuar a experimentação liderada por Pahnke antes de morrer. O Maryland Psychiatric Research Center foi acusado de uso indevido de dinheiro público e de não se envolver em tratamento real que seria benéfico ao público.
Quando a legislação foi aprovada resultando na redução do financiamento de hospitais estaduais, a animosidade cresceu entre os pesquisadores mais privilegiados e os funcionários do hospital. Isso desencorajou os trabalhadores de se envolverem em experimentos, aumentando a crescente atmosfera negativa em torno da pesquisa do LSD. Além disso, a controvérsia em torno do uso do LSD em experimentos surgiu. Entre essas controvérsias estão relatos de um suicídio no Projeto MKUltra e tratamento com LSD sem consentimento informado no Arsenal Edgewood no final da década de 1970. Como o arsenal tinha laços com a Universidade de Maryland, houve uma pressão dramática para descontinuar todas as pesquisas envolvendo psicodélicos como tratamento. O acúmulo desses relatórios, juntamente com reservas gerais sobre a medicalização do que a mídia retratou como estritamente prejudicial, levou ao término dos experimentos psicodélicos em sujeitos humanos em Spring Grove.

## Legado
Em 1976, mais de 700 pacientes foram tratados com drogas psicodélicas. Isso produziu resultados positivos, mas ambíguos. A maioria se beneficiou, e uma minoria não apresentou nenhuma resposta, no entanto, não há conhecimento de complicações a longo prazo.
Na década de 1970, o LSD não era mais reconhecido como tendo uso médico. Em vez disso, era visto como tendo um grande potencial para abuso e dependência. Na década de 1990, mesmo quando o Dr. Yensen e o Dr. Kurland receberam a aprovação do Food and Drug Administration (FDA) para continuar a pesquisa do LSD, eles não conseguiram adquirir o LSD para estudo clínico nos Estados Unidos.
Hoje, a pesquisa sobre LSD está gradualmente ressurgindo como um foco para pesquisadores clínicos. Em 2014, houve um estudo sobre os efeitos do LSD e da psicoterapia em pacientes com ansiedade. Em 2013, estudos estavam sendo feitos em pacientes com transtorno de estresse pós-traumático combinando MDMA e psicoterapia; e em 2016, um artigo foi lançado anunciando a aprovação do FDA de estudos clínicos que apoiam novos experimentos para desenvolver um medicamento para o tratamento de TEPT.
As esperanças iniciais do Dr. Kurland de produzir “terapias eficazes que curem – mais rápida e confortavelmente – as feridas psíquicas que deixam tantas pessoas incapacitadas e alienadas” permanecem.